# Dinu Vangel
Dinu Vangel est un jeune valaque de Kruševo, alors dans l'Empire ottoman, qui fut élu premier ministre de la république du même nom le 3 août 1903, pendant l'insurrection d'Ilinden qui visait l'émancipation de la Macédoine vis-à-vis de l'Empire ottoman. Il dirigea cette entité éphémère, présidée par Nikola Karev, avec Teohari Neașcu, Gheorghe Ceace, Pitu Guli et Nicolache Bagu, également issus de la communauté aroumaine de la ville. La gendarmerie ottomane, réprima violemment ce mouvement le 13 août 1903, incitant les grandes puissances à placer les forces de sécurité ottomanes sous la tutelle d'une mission internationale.